# Красная Горка (Киришский район)
Красная Горка — деревня в Будогощском городском поселении Киришского района Ленинградской области.

## История
Согласно карте Ленинградской области Северо-западного аэрогеодезического треста ГГУ издания 1932 года деревня Красная Горка насчитывала 9 крестьянских дворов.

Деревня Красная Горка на карте 1932 года

По данным 1933 года деревня Красная Горка входила в состав Крестецкого сельсовета Киришского района.
Согласно переписи населения СССР 1939 года в деревне Красная Горка проживали 28 мужчин и 32 женщины, всего 60 человек.
По данным 1966 года деревня Красная Горка также входила в состав Крестецкого сельсовета.
По данным 1973 и 1990 годов деревня Красная Горка входила в состав Будогощского сельсовета.
В 1997 году в деревне Красная Горка Будогощской волости проживали 3 человека, в 2002 году — 4 (все русские).
В 2007 году в деревне Красная Горка Будогощского ГП проживали 3 человека, в 2010 году — 4.

## География
Деревня расположена в юго-восточной части района на автодороге 41К-115 (Кириши — Будогощь — Смолино).
Расстояние до административного центра поселения — 12 км.
Расстояние до ближайшей железнодорожной станции Будогощь — 12 км.
Деревня находится на правом берегу реки Шарья.

## Демография
| 1997 | 2002 | 2007 | 2010 | 2017 |
| ---- | ---- | ---- | ---- | ---- |
| 3    | ↗4   | ↘3   | ↗4   | ↗5   |

Согласно данным Всероссийской переписи населения 2021 года в деревне постоянного населения не было.

## Улицы
Горная, Полевая, Шоссейная.